# Chirografo

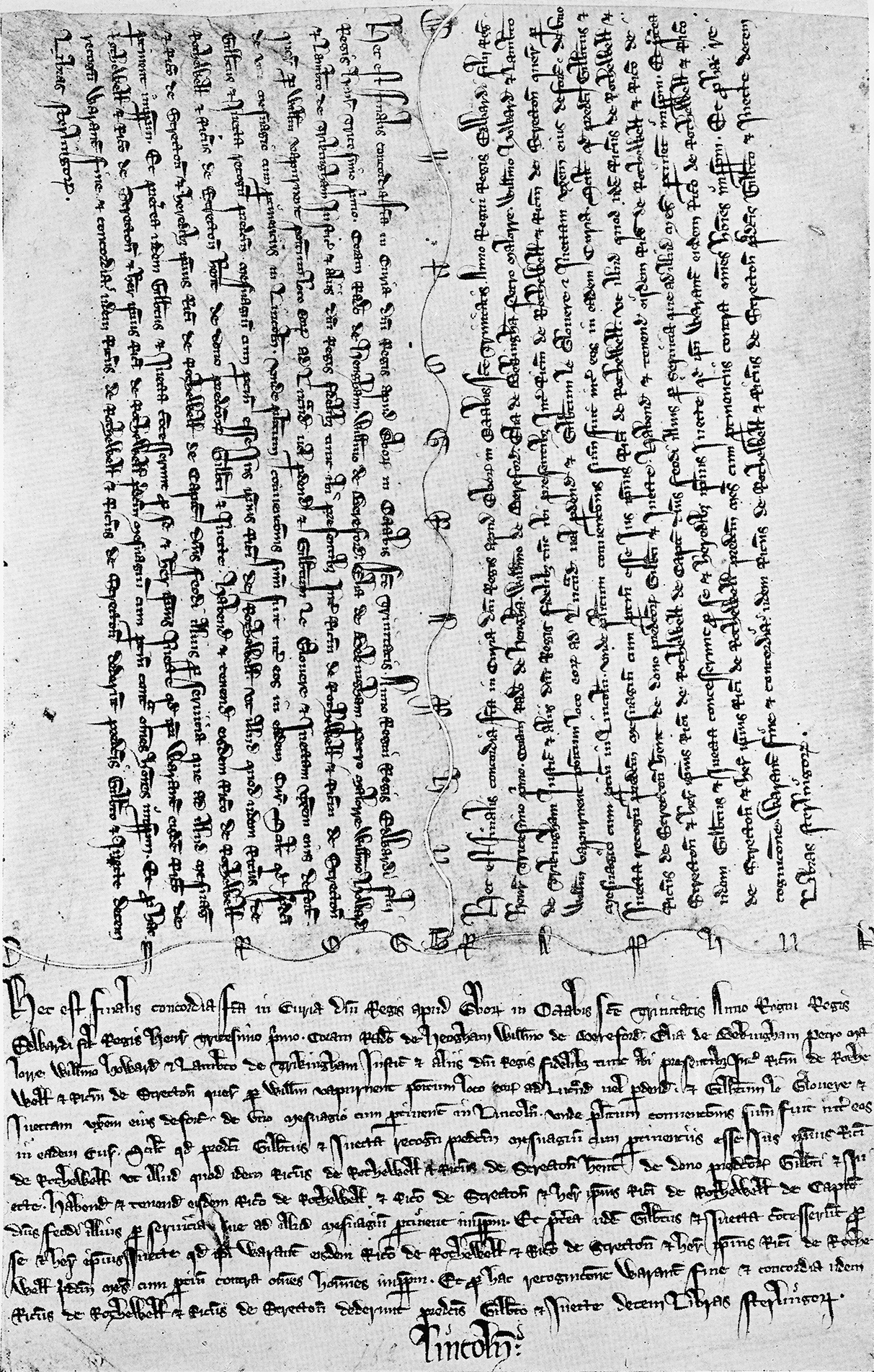
Un chirografo inglese tripartito del 1303.

Un chirografo è un documento medievale scritto in duplice, triplice o più raramente in quadruplice copia su un singolo foglio di pergamena con la parola latina chirographum (in qualche caso sostituita con una parola diversa) scritta nel mezzo; la pergamena era poi tagliata in modo che ogni copia avesse una parte della scritta chirographum. 
Si chiama chirografo anche un decreto papale rivolto alla Curia romana.

## Etimologia
La parola chirographum, spesso scritta come cirographum o cyrographum nel Medioevo, deriva dal greco χειρόγραϕον, che significa "manoscritto".

## Descrizione
Lo scopo del chirografo era produrre due o più copie identiche di un atto, che potevano essere conservate da ognuna delle parti che lo stipulavano e, se necessario, l'atto poteva essere verificato mettendo a confronto le copie. Il taglio era generalmente praticato lungo una linea ondulata o a dente di sega, in modo che la parola chirographum fosse divisa fra le diverse copie, in modo che il confronto fisico tra le copie fosse una garanzia contro il rischio di falsificazione. Il più antico chirografo che si conserva in Inghilterra risale alla metà del IX secolo.
Nelle epoche più recenti gli atti crebbero in lunghezza e complessità, rendendo meno pratica la copia dei testi sullo stesso foglio di pergamena. Si diffuse allora la pratica di sovrapporre i fogli di pergamena e di tagliarli insieme.

## Uso ecclesiastico
Lo stesso termine è usato in modo più specifico per indicare un decreto papale, la cui circolazione sia limitata alla Curia romana e si distingue quindi da altri documenti, come la bolla, il breve o l'enciclica.
Ancora oggi questi documenti sono chiamati "chirografi". Ad esempio il 26 giugno 2013, papa Francesco scrisse un chirografo per istituire una Commissione d'indagine sull'Istituto per le Opere di Religione. Il documento è "uno strumento del diritto canonico che dà valore legale alla commissione".